# Canal del Dique
Der Canal del Dique ist eine künstliche Flussbifurkation (Flussgabelung) des Río Magdalena in der Karibikregion Kolumbiens. Er wurde während der spanischen Kolonialzeit im 16. Jahrhundert erbaut, um die Schifffahrt zwischen dem Río Magdalena und Cartagena de Indias zu erleichtern.
Er hat eine Länge von 115 Kilometern und zweigt nördlich von Calamar (Bolívar) aus dem Río Magdalena ab. Sein Hauptarm mündet in die Bucht von Cartagena de Indias. Es gibt zusätzliche drei Arme: den Caño Correa, der bei Kilometer 81 abzweigt und in das Karibische Meer mündet, den Caño Matunilla und den Caño Lequerica, die sich bei Kilometer 100 bzw. 107 verzweigen und in die Bahía de Barbacoas südlich der Bahía de Cartagena de Indias münden.
Der heutige Verlauf des Dique-Kanals wurde vom Ingenieur Totten gebaut, weshalb er auch Totten-Kanal genannt wird, und im Jahr 1854 der Schifffahrt übergeben.
Der Canal del Dique und der Caño Ciego sind zwei Flussbifurkationen (Flussgabelungen) des Río Magdalena relativ nahe an seiner Mündung.
Cormagdalena ist die für sein Einzugsgebiet zuständige nationale Einrichtung/Behörde.

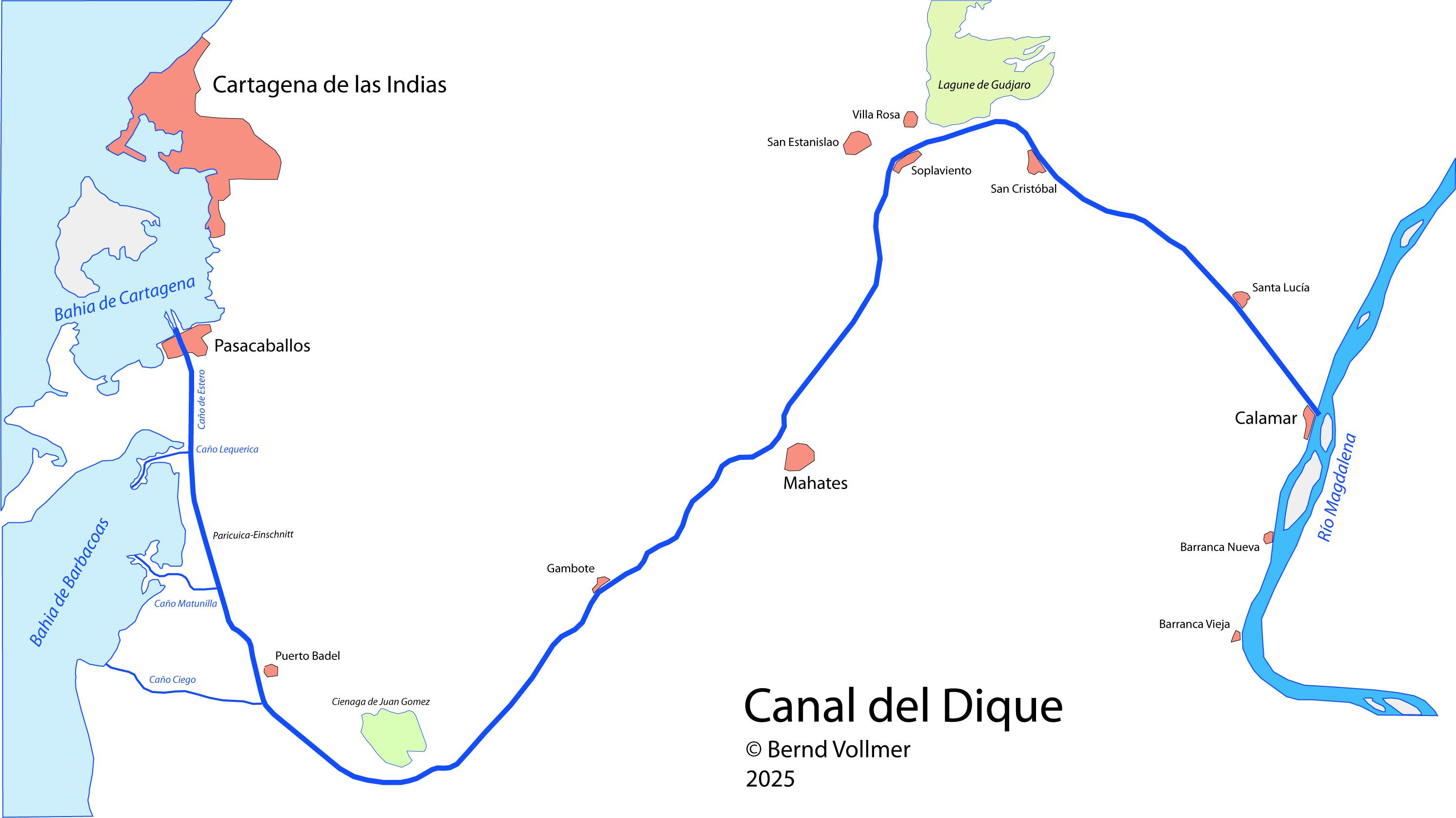
Canal del Dique

## Geschichte

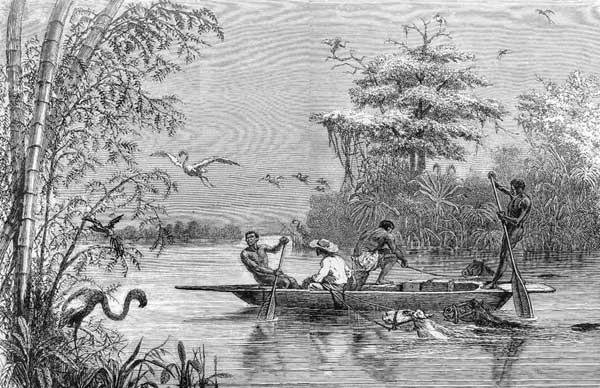
Paso en el Canal del Dique
Grabado de A.de N tomado del libro "Geografía pintoresca de Colombia". (S.XIX).

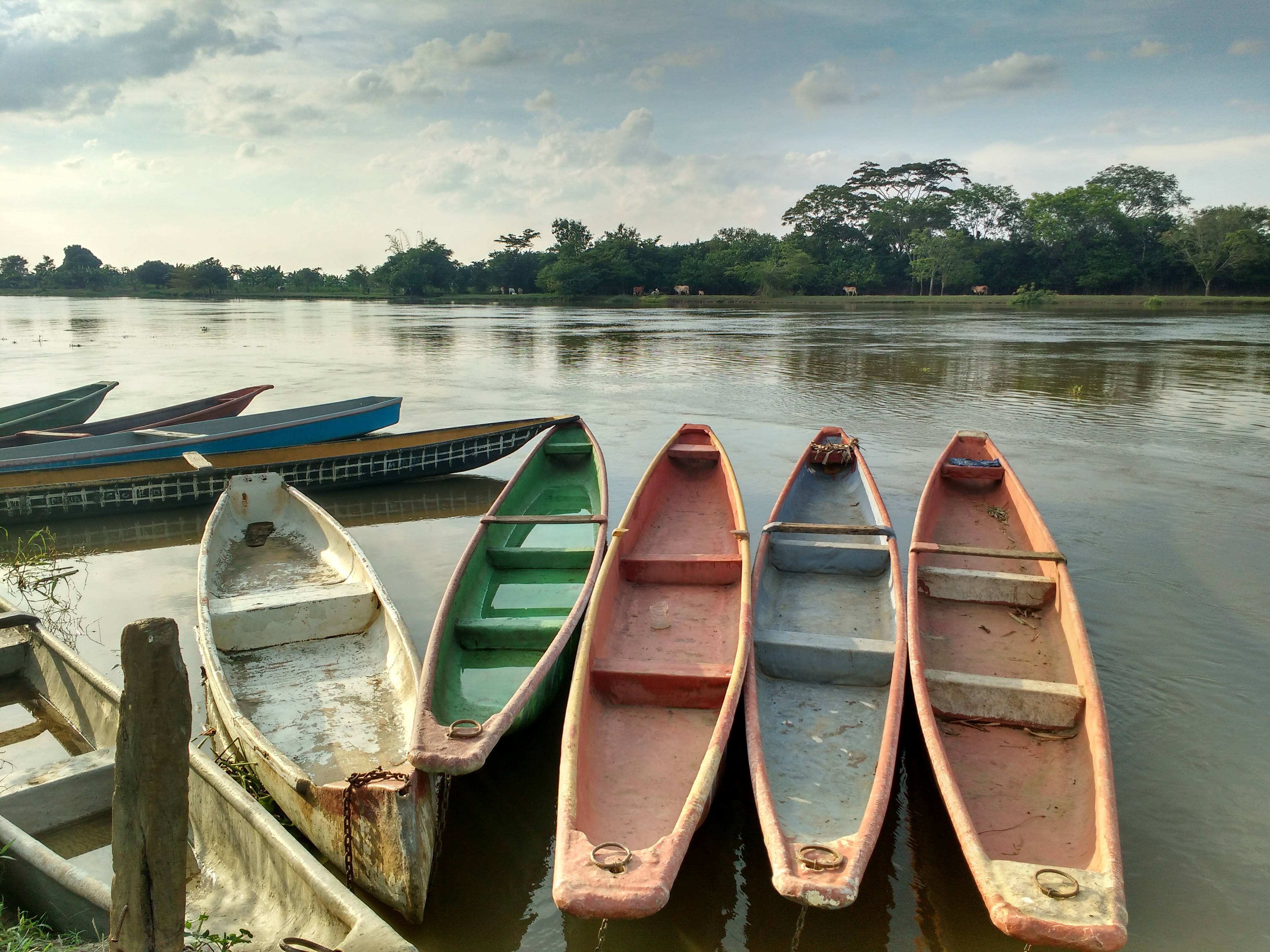
Canoas am Ufer des Canal del Dique

Die Geschichte des "Canal del Dique" ist eng mit der des Río Magdalena verbunden und reicht bis ins 16. Jahrhundert zurück. Seit dieser Zeit interessierte sich Cartagena für die Schaffung einer Flussverbindung zum Río Magdalena, um eine Reihe von Sumpfgebieten zu verbinden, die regelmäßig vom Fluss überflutet wurden. Dadurch wäre es nicht mehr notwendig gewesen, den im Winter nahezu unpassierbaren Landweg zu nutzen.
Der Name „Canal del Dique“ stammt von einem Dammbruch, der das Wasser des Río Magdalena von den angrenzenden Sümpfen trennte. Der damalige Durchbruch des Deiches und damit die Namensgebung beruht auf dem niederländischen Wort für Deich: Dijk. Dieser Deich trennte die bestehenden Sümpfe vom Rìo Magdalena. Ursprünglich konnte das Bauwerk nicht als Kanal betrachtet werden, da es die Sümpfe mit dem Fluss verband und die Schifffahrt von der Höhe der Überschwemmungen abhing.
Die ersten Hinweise auf den Verkehr zwischen Cartagena und dem Río Magdalena datieren auf das Jahr 1571, als Mateo Rodríguez, ein Bewohner von Tenerife (Magdalena) (Departamento del Magdalena), einen Reitweg vom Caño de Calvara zur Einschiffungsstelle, die nach ihm benannt wurde, anlegte. Dieser Weg wurde später in Barranca Vieja umbenannt und schließlich durch Barranca Nueva ersetzt.
Im Jahr 1575 eröffnete Martín Polo eine weitere Wasser-Land-Route von der Juan-Gómez-Erhebung zum Ufer des Río Magdalena. Er verpflichtete sich, in einem der Sümpfe ein großes Schiff zu betreiben, um Beschädigungen der Waren beim Umladen zu vermeiden.
Im Jahr 1596, als die Privilegien ausliefen, wurde der Verkehr auf dieser Route öffentlich, und der Königshof erteilte Martín Camacho die Genehmigung zur Reform der Schifffahrt auf dem Río Magdalena. Mit einigen kleinen Verbesserungen wurde dieser Weg fast ein Jahrhundert lang genutzt.

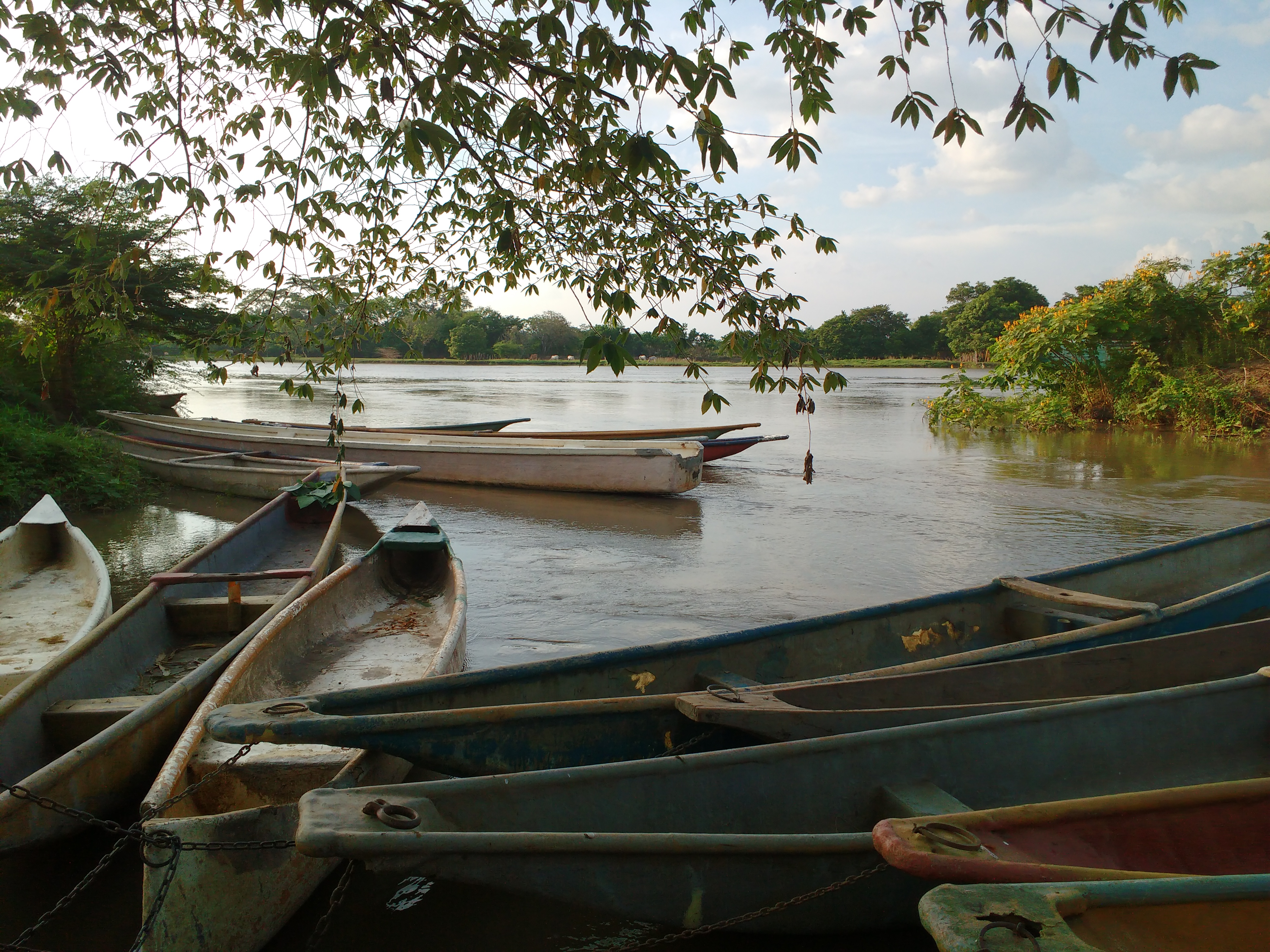
Canoas Mahates auf dem Canal del Dique

Mitte des 17. Jahrhunderts hatte der Gouverneur von Cartagena de Indias, Alonso Turrillo, die Idee, den Matunilla-Sumpf bis zum Río Magdalena auszudehnen, um den Seehafen mit dem Landesinneren zu verbinden. Er bat den König um einen Zuschuss von 100.000 Dollar, den er letztlich jedoch nicht erhielt. Auch sein Nachfolger, Clemente Soriano, zeigte Interesse an dem Projekt, starb jedoch 1647. Pedro Zapata de Mendoza wurde zu seinem Nachfolger ernannt und erfuhr, dass die Straßen für den Warentransport von Cartagena zum Río Magdalena nahezu unpassierbar waren. Zudem wurde ihm mitgeteilt, dass Soriano ein Projekt zur Verbindung der Gewässer des Caño Calvara mit dem Río Magdalena geplant hatte, dieses jedoch aufgrund der hohen Kosten und der kritischen Lage der Stadt nicht umgesetzt worden war.
Gouverneur Pedro Zapata de Mendoza schlug auf Empfehlung des Ingenieurs Juan de Somovilla y Tejada, der die Befestigungsarbeiten der Stadt leitete, vor, das Projekt seines Vorgängers fortzusetzen. 1649 forderte er den Rat von Cartagena auf, einen Kanal zu bauen, der eine Flussverbindung zwischen Cartagena und dem Río Magdalena ermöglichen sollte. Da die Stadtkasse nicht über die notwendigen Mittel verfügte, spendete Zapata seine Gehälter und verpfändete seine Privatfirma als Sicherheit für ein Darlehen in Höhe von 30.000 Pesos.
Das Projekt umfasste ein Geschäft, ein Lagerhaus und einen Hafen, die an einem hohen und sicheren Ort am Ufer errichtet werden sollten. Fast zweitausend Arbeiter, ausgestattet mit Hacken, Äxten, Macheten, Spitzhacken und Schaufeln, wurden mit der Umsetzung des Vorhabens betraut. Sie erhielten einen täglichen Unterhalt sowie einen Lohn von acht Pesos pro Monat, was höher war als der damals für härtere Arbeiten geltende Lohn.
Der Kanal verlief durch eine Senke im Gelände, die aus tiefen Lagunen bestand und durch Caños miteinander verbunden war. Dies erklärt die liegende „S“-Form des Kanals mit einer Gesamtlänge von 129 Kilometern. Die Überfahrt in Champan-Booten und Kanus dauerte in der Regel drei bis vier Tage. Die Bauarbeiten am Kanal dauerten sechs Monate; die Fertigstellung erfolgte am 24. Juni 1650, und die offizielle Einweihung fand am 20. August desselben Jahres statt.
Ursprünglich lag die Verwaltung des Kanals in den Händen des Rates von Cartagena. Später wurde er an mehrere Pächter übergeben, die lediglich daran interessiert waren, die durch die Nutzung erzielten Einnahmen zu kassieren, ohne jedoch Wartungsarbeiten durchzuführen. Dies führte zu einer erheblichen Verschlechterung der Wasserstraße, die nur wenige Monate im Jahr befahrbar war, da oft nicht genügend Wasser vorhanden war.
Im Laufe des 19. Jahrhunderts interessierten sich zahlreiche in- und ausländische Bürger sowie Unternehmen für die Verwaltung, Ausbaggerung, Vertiefung und Begradigung des Kanals, um dessen Schiffbarkeit zu verbessern. Im Jahr 1824 war der deutsche Staatsbürger Juan Bernardo Elbers, der vom Kongress und der Nationalregierung das Exklusivrecht für die Schifffahrt auf dem Magdalena-Fluss mit Dampfschiffen erhalten hatte, zusammen mit anderen Bürgern bereit, die Schifffahrt durch den Kanal wieder zu eröffnen.
Allerdings kam es aufgrund von Elbers' Schwierigkeiten mit dem Stadtrat von Cartagena, der für die Nutzung der Wasserstraße Mautrechte namens „dique y medio dique“ verlangte, zu einer vierjährigen Verzögerung, in der der Kanal nicht saniert wurde. Da mit den Arbeiten am Kanal nicht begonnen wurde, forderte der kolumbianische Präsident Simón Bolívar 1828 die Stadt Cartagena auf, den Kanal wieder zu öffnen.
In den 1820er und 1830er Jahren führten die Verzögerungen bei der Wiederherstellung des Kanals dazu, dass die wirtschaftliche Aktivität in Cartagena zugunsten der Häfen Santa Marta und Sabanilla (Atlántico) zurückging, wobei letzterer für den Handel von Barranquilla genutzt wurde, dass damals keinen geeigneten Zugang zum Meer hatte.
Im Jahr 1844 beauftragte die Provinzkammer von Cartagena eine Behörde mit der Durchführung einer neuen Kanalisierung. Diese Behörde engagierte den nordamerikanischen Bauingenieur G.M. Totten, der zusammen mit dem Ingenieur Casimiro Durán 1845 mit den Ausgrabungsarbeiten begann. Diese Arbeiten dauerten sechs Jahre und kosteten 350.000 Pesos. An mehreren Stellen wurden Tore errichtet, und in der Nähe der 1848 gegründeten Gemeinde Calamar (Bolívar) wurde eine neue Mündung des Canal del Dique geschaffen.
Das Gras und der Sand, die das Flusswasser mit sich führte, erschwerten erneut die Schifffahrt. Dies veranlasste die Kanalbehörde des Canal del Dique, neue Kanalisierungsverträge mit Einzelpersonen abzuschließen. So erhielt die „La Compañía de Vapores de Dique de Cartagena“ im Jahr 1867 das ausschließliche Recht, den Kanal für 50 Jahre zu befahren, zu reinigen und zu unterhalten. Ein Jahr später konnte das Unternehmen jedoch seinen Verpflichtungen nicht mehr nachkommen, und der Staat erklärte das Privileg für aufgehoben und erloschen.
Durch Gesetz 2 vom 21. September 1877, während Rafael Núñez Präsident des Souveränen Staates Bolívar war, wurde ein Beirat zur Leitung der Canal del Dique Gesellschaft gegründet. Dieser Beirat legte einen Vorschlag für die Unterhaltung und Reinigung des Kanals vor. Die Arbeiten begannen 1878 unter der Leitung des Ingenieurs J.J. Moore. Vier Jahre lang wurden an der neuen Kanalisierung, dem Bau weiterer Kanäle und der Beseitigung der Kurven des Canal del Dique gearbeitet.
Um eine bessere Verbindung zwischen Cartagena und dem Río Magdalena zu schaffen, ließ Núñez 1894 die Ferrocarril Cartagena-Calamar (Cartagena-Calamar-Eisenbahn) bauen, die den Kanal theoretisch überflüssig machen sollte. Diese Eisenbahnverbindung wurde jedoch später wieder abgeschafft, da die Technologie, Maschinen und wirtschaftlichen Mittel Kolumbiens im 19. Jahrhundert als unzureichend erachtet wurden. Schließlich wurden 1953 die Gleise der Eisenbahn ohne weitere Proteste abgebaut.
Im Jahr 1914, mit der Eröffnung des Panamakanals, wurde der Wunsch der Bevölkerung von Cartagena, für den Canal del Dique zu kämpfen, erneut geweckt. Es gelang ihnen, den Kongress dazu zu bewegen, das Gesetz 130 von 1915 zu verabschieden und eine Kanalbehörde, die „La Junta de Limpieza y Canalización del Dique“, einzurichten. Diese Behörde gab Studien in Auftrag, um sicherzustellen, dass der Kanal das ganze Jahr über schiffbar ist. Die Studien wurden von Colonel Vanderburgh durchgeführt, der dem U.S. Army Corps of Engineers angehörte, das den Panamakanal fertiggestellt hatte. Vanderburgh legte zwei Berichte vor, einen im Jahr 1917 und den anderen im Jahr 1920.
Die Berichte dienten zu Beginn des 20. Jahrhunderts als Grundlage für die Kanalbehörde in der Regierung von Pedro Nel Ospina, um mit der private Gesellschaft „The Foundation Company“ 1923 einen Vertrag abzuschließen. Dieser Vertrag umfasste die Durchführung von Arbeiten am Canal del Dique, um dessen ganzjährige Befahrbarkeit für Dampfschiffe mit größerem Tonnagevolumen zu gewährleisten. Dabei sollte die Mindesttiefe des gesamten Kanals sieben Fuß betragen. Das Unternehmen führte bis 1930 Baggerarbeiten durch, war jedoch nicht in der Lage, den Kanal für Schiffe mit einer Kapazität von mehr als 500 Tonnen, die auf dem Río Magdalena unterwegs waren, auszubauen. Dennoch nutzten die erzielten Verbesserungen später bei der Modernisierung des Canal del Dique.
Zwischen 1932 und 1934 baute ein Baggerschiff der Firma Frederick Snare Co. den Paricuica-Einschnitt, um den Matunilla-Sumpf mit dem Caño de Estero (Estero-Kanal) zu verbinden. Mit dieser Maßnahme begann die Einleitung von Süßwasser in die Bucht von Cartagena in der Gemeinde Pasacaballos, wodurch die Bucht die Eigenschaften einer Flussmündung erhielt. Im Bereich von Barbacoas war es stets trocken, und die Boote mussten einen Meeresarm überqueren, bevor sie durch den Caño de Estero in die Bucht von Cartagena gelangten.
Ab 1940 führte das Ministerium für öffentliche Arbeiten verschiedene Maßnahmen durch, darunter Erweiterungen, Vertiefungen, Kürzungen von Varianten, die Schließung alter Kanäle und die Aufschüttung einiger überschwemmungsgefährdeter Gebiete. Zwischen 1950 und 1952 beauftragte die Regierung von Laureano Gómez die „Standard Dredging Co.“ mit der Sanierung des Canal del Dique. Dadurch wurde die Anzahl der Kurven von 113 auf 93 reduziert. Diese Maßnahmen führten jedoch dazu, dass vermehrt Sedimente des Río Magdalena in den Kanal sowie in die Buchten von Cartagena und Barbacoas gelangten. Bis 1960 war der Caño de Estero vollständig verschlammt, was 1961 zum Bau des Caño de Lequerica (Lequerica-Kanal) mit einer anfänglichen Länge von 200 Metern führte.
Hier ist eine verbesserte Version deines Textes:Im Jahr 1956 wurde die Cartagena-Raffinerie errichtet, was zu einem Anstieg des Kohlenwasserstoffverkehrs führte, der mit Schleppern mit Propellerantrieb transportiert wurde. Dies machte eine ständige Instandhaltung des Kanals unerlässlich. Zwischen 1981 und 1984 wurde der Canal del Dique durch das Konsortium „Layne Dredging and Sanz & Cobe Ltda“ erneut begradigt. Dabei wurde die Anzahl der Kurven von 93 auf 50 reduziert und die Breite der Sohle von 45 auf 65 Meter vergrößert, mit einer Mindesttiefe von 2,5 Metern. Aufgrund finanzieller Probleme des Bauunternehmens blieben die Arbeiten jedoch unvollendet, und die Sedimentationsfallen funktionierten nicht wie erwartet. Durch die jüngsten Verkürzungen nahm der Durchfluss von Wasser aus dem Río Magdalena zu, das verstärkt durch den Kanal in die Bucht von Cartagena fließt. Dies führt mittlerweile zu erheblichen ökologischen Problemen.
Wie bereits erwähnt, wurden von 1571 bis 1984 zahlreiche Eingriffe in der Ökoregion Canal del Dique vorgenommen, um die Flussschifffahrt zwischen Cartagena und dem Landesinneren zu optimieren.

### Überlauf des Kanals 2010

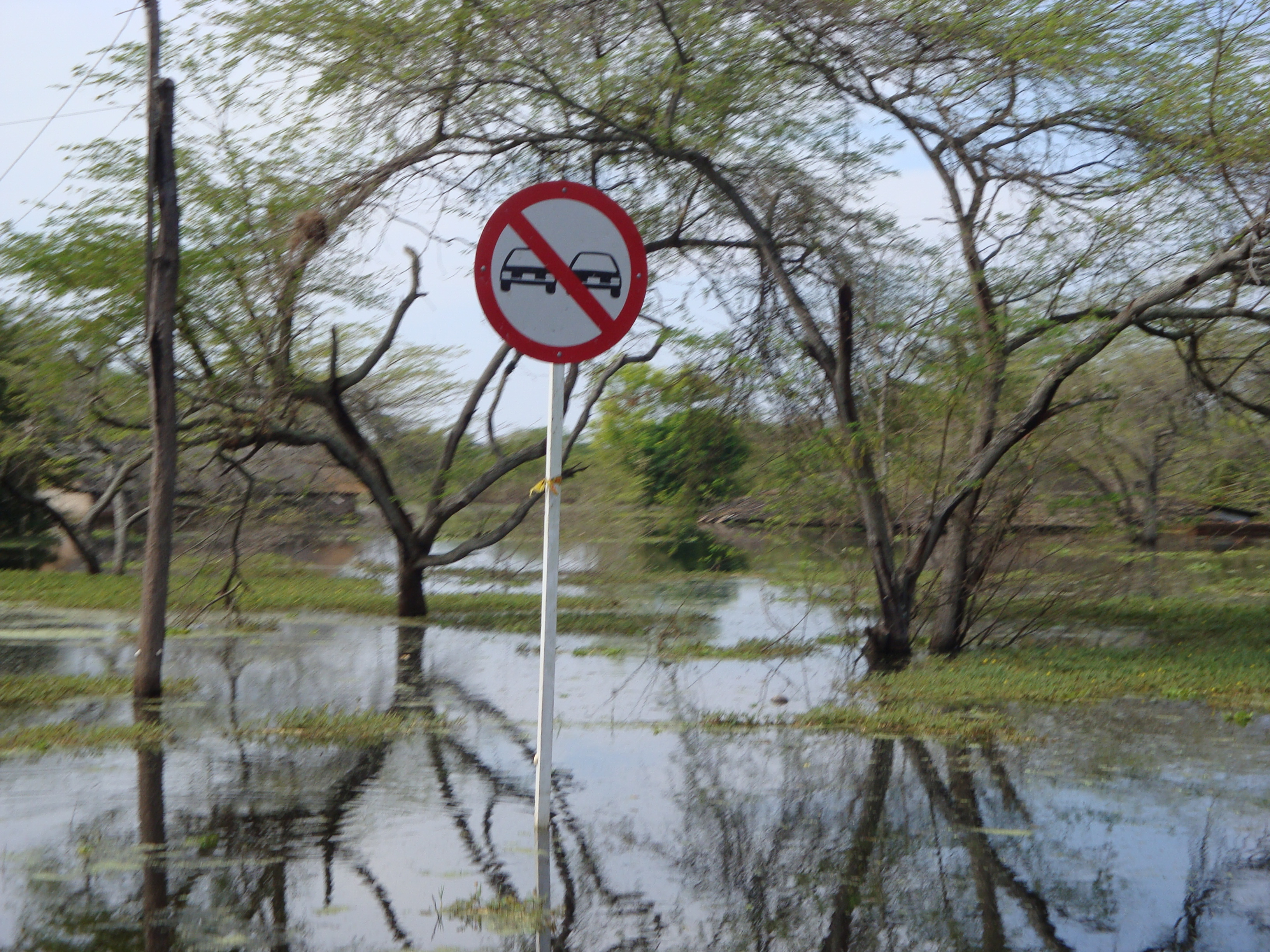
Überschwemmte Straße im Süden des Departements Atlantico.

Im Dezember 2010 lief das Wasser des Kanals über, was aufgrund des Versagens einer 214 Meter langen Böschung zur Überschwemmung mehrerer Gemeinden im Norden von Bolívar (Kolumbien) und im Süden von Atlántico (Kolumbien) führte. Das führte zu einem Anstieg des Guájaro-Stausees um 1400 m³/sek.

## Wirtschaftliche Bedeutung

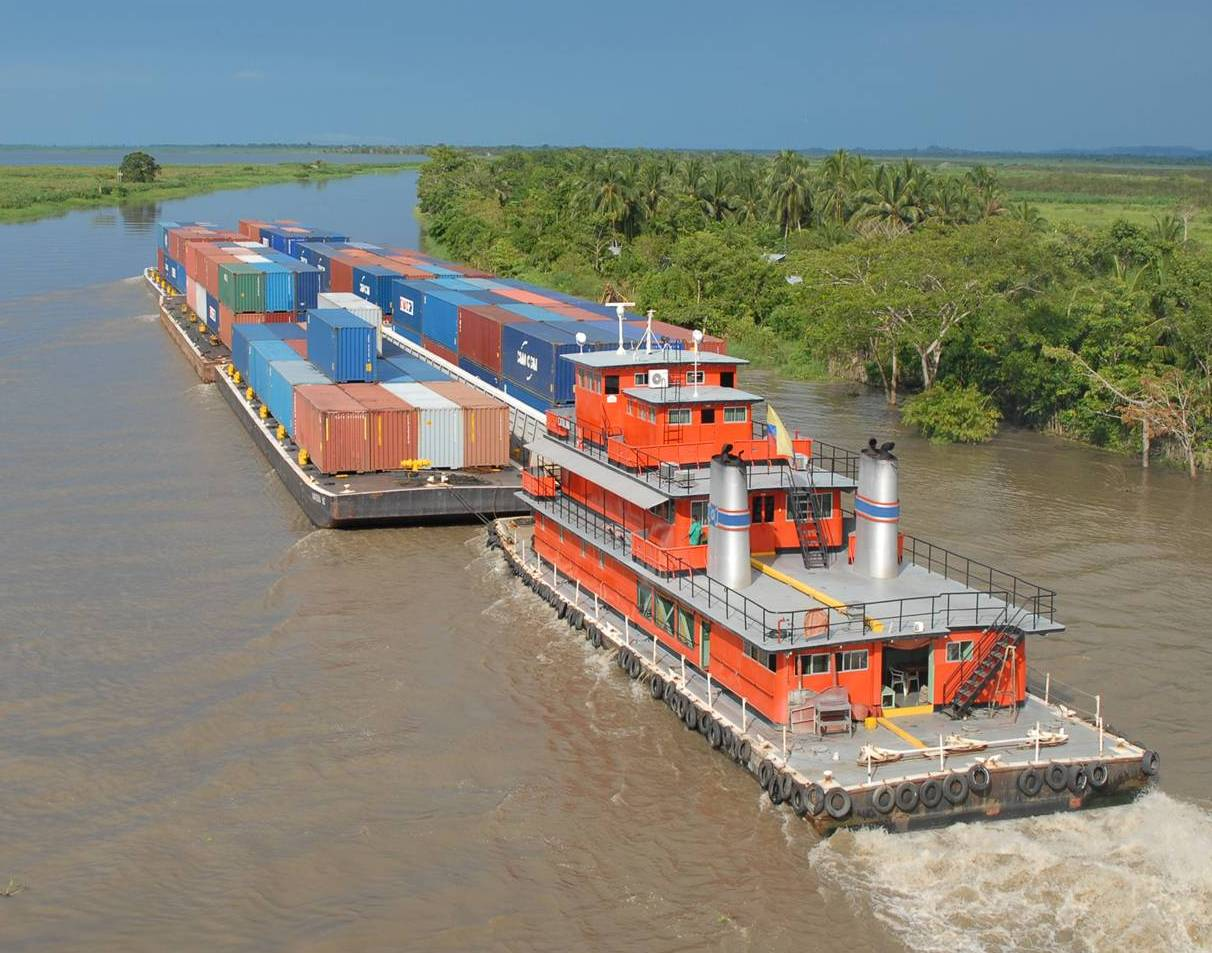
Das Schubschiff RR CATALINA der NAVIERA FUVIAL COLOMBIANA fährt mit seinen Lastkähnen auf dem Canal del Dique

Der Historiker Eduardo Lemaitre lädt uns in seinem Buch „Historia del Canal del Dique“ dazu ein, uns die Freude der Menschen in Cartagena vorzustellen, als die letzten Arbeiten mit Hacke und Schaufel das Wasser des Río Magdalena in die Süßwassersümpfe und über den brackigen Matuna-Sumpf in die Bucht von Barbacoas leiteten. Über den Caño de Estero bestand zudem eine Verbindung zur Bucht von Cartagena.
Seit der Zeit der Eroberung war der Río Grande de la Magdalena der Hauptzugangsweg ins Landesinnere von Neu-Granada. Der Zugang zu dieser wichtigen Wasserstraße war schon immer eines der Hauptziele der Bewohner der Küstenregion, insbesondere der Städte Cartagena, Barranquilla und Santa Marta.
Die Bedeutung des Canal del Dique für Cartagena war von seiner Entstehung bis in die 1950er Jahre von enormer Wichtigkeit, da er die einzige Verbindung zwischen der Stadt und dem Landesinneren darstellte. Der Canal del Dique, wie man ihn heute kennt, entstand eigentlich erst Ende der 1950er Jahre, zufällig in der gleichen Zeit, in der der Río Magdalena nicht mehr die Hauptverkehrsader Kolumbiens war. Der Ausbau der Straßen und der Verkehr auf ihnen nahm deutlich zu. So blieben notwendige Investitionen in den Schiffstransport und dem Canal del Dique aus.

## Ökologische Probleme
Die fortlaufende Begradigung und Erweiterung des Kanals führte zu einer zunehmenden Umlenkung des Flusses und damit zu einem höheren Sedimenteintrag. Die letzten Begradigungen wurden zwischen 1980 und 1984 durchgeführt und prägen den heutigen Verlauf des Kanals. Infolgedessen gingen die Sumpfflächen zurück, während die Sedimenteinträge in den Buchten von Cartagena und Barbacoas zunahmen. Die Auswirkungen auf die Korallenbänke vor der Insel Rosario müssen noch untersucht werden.
Aufgrund all dieser Maßnahmen hat sich seit der Entscheidung des Staates, die Sumpfgebiete miteinander zu verbinden, um eine Verbindung zwischen Cartagena und dem Magdalena-Fluss herzustellen, sowie den anschließenden Begradigungs- und Erweiterungsarbeiten im letzten Jahrhundert ein Süßwasserökosystem rund um den Canal del Dique entwickelt. Dieses Ökosystem dient heute als Wasserquelle für den Verbrauch, auch in Bewässerungsgebieten.
Seit 1997 hat das Umweltministerium Cormagdalena aufgefordert, einen Umweltsanierungsplan für die geschädigten Ökosysteme im Einflussbereich des Canal del Dique vorzulegen. Dieser Plan sieht unter anderem die Gewährleistung der Schifffahrt und die Reduzierung der Sedimenteinträge in den Buchten von Cartagena und Barbacoas vor.
Derzeit wird ein Design-Build-Vertrag umgesetzt, der eine Überprüfung der Bedingungen während der Überschwemmung im Jahr 2010 sowie die Einbindung des südlichen Teils des Departements Atlántico als Teil des Projekts vorsieht.

### Megaprojekt "Canal del Dique"
Das Makroprojekt Canal del Dique besteht aus der Definition und Umsetzung eines hydrosedimentologischen Managementplans zur Wiederherstellung der geschädigten Ökosysteme des Canal del Dique, um so die Sedimentation der Bucht von Cartagena (Bucht von Cartagena de Indias) zu verhindern. Es werden zwei Tore gebaut, eines in Calamar und ein weiteres in Puerto Badel. Mittlerweile sind die Planungen konkreter geworden. Die Kosten für die Verbesserung der ökologischen Situation bei gleichzeitigem Erhalt der Funktion der Wasserstraße werden auf 835 Millionen Dolar geschätzt. Der Konzessionär Ecosistemas del Dique, eine Tochtergesellschaft von Sacyr Concesiones, hat eine ehrgeizige Initiative gestartet, um die zerstörten Ökosysteme entlang dieser wichtigen Wasserstraße wiederherzustellen.